# Elaphoglossum atrorubens
Elaphoglossum atrorubens är en träjonväxtart som beskrevs av John T. Mickel. Elaphoglossum atrorubens ingår i släktet Elaphoglossum och familjen Dryopteridaceae. Inga underarter finns listade.